# Duben 2013
1. dubna – pondělí
 Ve věku 87 let zemřel český herec Bohumil Švarc.
2. dubna – úterý
 Severní Korea oznámila, že obnoví provoz na získávání plutonia v jaderném komplexu Jongbjon, uzavřeném v roce 2007 v rámci dohody o poskytnutí pomoci KLDR.
3. dubna – středa
 Poslanecká sněmovna Parlamentu České republiky schválila přidání dvou tzv. významných dnů. Jedná se o Den památky Jana Palacha (16. leden) a Den narození Jana Amose Komenského (28. březen). Pokud návrh projde i Senátem, měl by v platnost vstoupit 11. srpna.
  Prezident Miloš Zeman za přítomnosti předsedy Evropské komise vyvěsil na prvním nádvoří Pražského hradu vlajku Evropské unie. Proti vyvěšení protestovali odpůrci evropské integrace.
4. dubna – čtvrtek
 Ve věku 70 let zemřel Roger Ebert, filmový kritik, držitel Pulitzerovy ceny a první kritik s hvězdou na Hollywoodském chodníku slávy.
7. dubna – neděle
 Čeští tenisté postoupili do semifinále Davisova poháru poté, kdy Lukáš Rosol získal 3. bod porážkou kazašského reprezentanta Jevgenije Koroljova.
8. dubna – pondělí
 Ve věku 87 let zemřela Margaret Thatcherová, bývalá britská premiérka. 
9. dubna – úterý
 Na jihozápadě Íránu udeřilo zemětřesení s otřesy o síle 6,3 stupně Richterovy stupnice. Nejméně dvanáct vesnic bylo zcela srovnáno se zemí, je hlášeno minimálně 37 mrtvých a 850 zraněných.
10. dubna – středa
 Ve věku 87 let zemřel Robert G. Edwards, který spolu s Patrikem Steptoem vyvinul metodu oplodnění ve zkumavce. Za jeho objev mu byla v roce 2010 udělena Nobelova cena za fyziologii nebo lékařství.
 Byla podepsána kupní smlouva, kterou jihokorejská společnost Korean Air získala 44% podíl akcií Českých aerolinií (ČSA) za částku 67,5 miliónu korun.
12. dubna – pátek
 Za zvýšení úsilí o potlačení daňových úniků se zásadně postavil unijní prezident Herman Van Rompuy. Evropská unie tak přichází ročně zhruba o jeden bilión eur.
15. dubna – pondělí
 Novým prezidentem Venezuely byl zvolen Nicolás Maduro ziskem 50,66 % hlasů a stane se tak nástupcem zesnuleho Hugo Cháveze. Kandidát opozice Henrique Capriles Radonski získal 49,1 procenta hlasů a zatím odmítá výsledky voleb přijmout. 
 Cena zlata, která v posledních letech neustále stoupala, zažívá nyní prudký pád. Během jednoho dne spadla jeho cena o 8 % na hodnotu 1395 dolarů za troyskou unci.
 Po výbuchu bomby během Bostonského maratonu zemřeli tři lidé. Odhady počtu zraněných se blíží počtu 140 osob.
16. dubna – úterý
 Jihovýchodní část Íránu postihlo nejsilnější zemětřesení za posledních 40 let. Otřesy o síle 7,8 stupně Richterovy stupnice si v poměrně řídce zalidněné oblasti provincii Balúčistán vyžádaly přibližně 40 lidských obětí a na 150 osob bylo zraněno.
17. dubna – středa
 Čína poprvé zveřejnila strukturu a počty příslušníků svých ozbrojených sil, celkově slouží 850 000 vojáků, námořnictvo disponuje 235 000 muži a v letectvu slouží 398 000 Číňanů.
18. dubna – čtvrtek
 Exploze továrny na hnojiva ve městě West v Texasu zabila podle odhadů policie pět až patnáct lidí. Až tři čtvrtiny obyvatel města jsou potomci českých přistěhovalců. 
19. dubna – pátek
 Zemřel Aharon ben Ab-Chisda ben Yaacob, v pořadí 132. samaritánský velekněz.[zdroj?]
 V Praze naposledy vyjel do pravidelného provozu autobus Karosa B 732. V Praze to byl poslední typ autobusu s manuální převodovkou.
20. dubna – sobota
 Čínskou provincii S’-čchuan na jihozápadě země postihlo silné zemětřesení o síle 6,6 stupně Richterovy stupnice. Je hlášeno nejméně 203 lidských obětí a na 11 000 osob bylo zraněno.
21. dubna – neděle
 Novým českým hokejovým mistrem se stal tým HC Škoda Plzeň, který tak slaví své první vítězství v historii. Ve finále porazil celek PSG Zlín 4:3 na zápasy. Jelikož rozhodující gól padl až v 97. minutě sedmého zápasu, jedná o nejdelší finálový souboj v historii českého hokeje. Sedmý zápas finále se zároveň stal druhým nejdelším zápasem českého play-off v historii.
22. dubna – pondělí
 České tenisové reprezentantky neuspěly v obhajobě loňského vítězství ve Fed Cupu, když v semifinále Světové skupiny prohrály s Italkami v poměru 1:3. Rozhodující třetí bod získala Vinciová výhrou nad Šafářovou.
 Ve věku 72 let zemřel americký zpěvák a kytarista Richie Havens.
24. dubna – středa
 Při bojích v severosyrském městě Halab (Aleppo) byl zničen minaret proslulé Umajjovské mešity pocházející z 11. století, zapsaný do seznamu světových kulturních památek UNESCO. Ze zničení vzácné památky se vzájemně obviňují obě válčící strany.
 Při zřícení osmipatrové budovy ve městě Savar v Bangladéši přišlo o život nejméně 360 lidí, více než tisíc bylo zraněno a přibližně 900 je pět dní po pádu budovy stále pohřešováno. V budově, v níž byla mimo jiné textilní továrna, se v okamžiku zřícení nacházelo asi 3000 lidí.
25. dubna – čtvrtek
 Podle tvrzení americké vlády použily syrské ozbrojené síly chemické zbraně proti civilistům. Konkrétně má jít o sarin.
 Srbský prezident Tomislav Nikolić se omluvil za masakr osmi tisíc muslimských mužů a chlapců, kteří zemřeli v červenci 1995 v bosenské Srebrenici.
26. dubna – pátek
 Vítězem ankety Ropák roku za rok 2012 byl v Brně vyhlášen ministr životního prostředí Tomáš Chalupa (ODS) a anticenu Zelená perla získal za rok 2012 Ladislav Jakl.
28. dubna – neděle
 Nová italská vláda v čele s premiérem Enricem Lettou složila přísahu do rukou prezidenta Giorgia Napolitana.
29. dubna – pondělí
 V Praze v budově FAMU v Divadelní ulici došlo k silné explozi plynu, bylo ošetřeno 43 lidí. Při neštěstí nikdo nezemřel.
30. dubna – úterý
 Nizozemská královna Beatrix se vzdala trůnu ve prospěch svého syna Viléma-Alexandra.